# Porta di Sant'Antonio

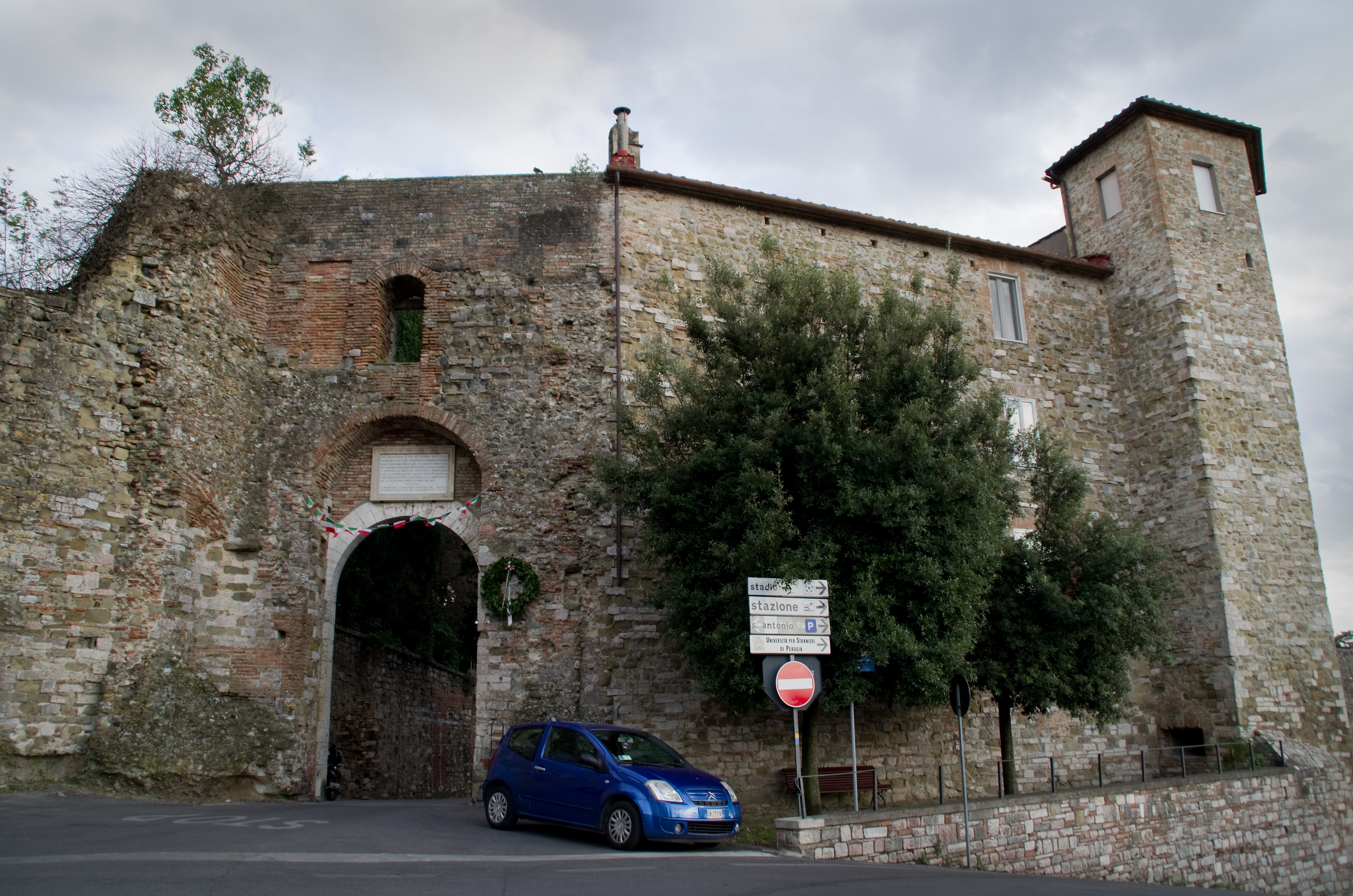
Porta Sant'Antonio

La Porta di Sant'Antonio est l'une des portes médiévales de Pérouse insérée dans les murs des XIIIe et XIVe siècles.

## Histoire et description
Le nom de la porte est issu de l'église de S. Antonio Abbate qui donne aussi le nom au quartier. Elle fut ouverte en 1374 à l'extrémité de la forteresse papale de Porta Sole, commandée par Gérard du Puy sur un projet de Matteo Gattapone en 1373 et détruite par les Pérugins en 1424.
Elle remplace la précédente porte de 1273 der murs médiévales. Les murs extérieurs en briques, du côté est, datent de la restructuration de 1519. Comme en témoigne la plaque au-dessus de l'arc, c'est par cette porte qu'en 1859 les troupes de l'armée savoyarde des Bersaglieri sont entrées à Pérouse, d'où le nom  de la rue adjacente Via dei Bersagglieri qui s'appelait auparavant Via Sant'Antonio.